# إليفاس ليفي
إليفاس ليفي. (بالفرنسية: Éliphas Lévi)‏، ولد في 8 فبراير 1810 في باريس وتوفي 31 مايو 1875، كاتب فرنسي وعارض حفلات ساحر.
(Eliphas Lévi) هو كتاب من مجموع ما ألف ونشر، كانت محاولته لترجمة هذه الأسماء «ألفونس لويس» إلى اللغة العبرية.

## روابط خارجية
- مؤلفات Éliphas Lévi في مشروع غوتنبرغ
- أعمال أو نبذة عن إليفاس ليفي على أرشيف الإنترنت
- أعمال أو نبذة عن إليفاس ليفي على أرشيف الإنترنت